# سید جلال حسینی
سید جلال حسینی (زادهٔ ۱۴ بهمن ۱۳۶۰ در بندر انزلی) بازیکن بازنشسته و مربی فوتبال اهل ایران است. او در ۱۱۵ بازی برای تیم ملی ایران به میدان رفته و کاپیتان اول این تیم نیز بوده است، سید جلال حسینی پر افتخارترین بازیکن تاریخ ایران است که از او به عنوان برترین مدافع و دفاع وسط تاریخ فوتبال ایران و کل قاره آسیا یاد می‌شود. وی سابقه قرار گرفتن در ترکیب برترین‌های فوتبال دنیا را نیز داشته است.
وی سابقهٔ عضویت در تیم‌های ملوان بندر انزلی، سایپا، سپاهان، پرسپولیس، الاهلی قطر و نفت تهران را دارد. سید جلال حسینی پرافتخارترین بازیکن لیگ برتر خلیج فارس است و با سابقهٔ ۹ قهرمانی در این مسابقات، تنها بازیکن تاریخ لیگ برتر فوتبال ایران است که توانسته است با سه تیم مختلف قهرمان شود. همچنین او با تیم فوتبال پرسپولیس در لیگ قهرمانان آسیا ۲۰۱۸ و ۲۰۲۰ به عنوان نایب قهرمانی دست یافت.
جلال حسینی در دو نوبت بازی‌های آسیایی ۲۰۰۶ و ۲۰۱۰ عضو تیم ملی فوتبال امید ایران به عنوان یک بازیکن سهمیه بزرگسال و برنده مدال برنز در سال ۲۰۰۶ بوده است. حسینی بازیکن ایران در جام ملت‌های آسیا ۲۰۰۷، جام ملت‌های آسیا ۲۰۱۱، جام ملت‌های آسیا ۲۰۱۵ و جام جهانی فوتبال ۲۰۱۴ بود که در همه این تورنمنت‌ها به صورت فیکس به میدان رفت. او در ۱۰ آذر ۱۳۹۷ از بازی‌های ملی خداحافظی کرد.
در سال ۱۳۹۵ حسینی به عنوان یکی از ۳ مدافع برتر جهان در جریان بازی‌های مرحله مقدماتی جام جهانی فوتبال ۲۰۱۸ از نگاه مجله معتبر فرانس فوتبال انتخاب شد. او رکورددار شمار بازی در لیگ برتر فوتبال ایران است؛ رکوردی که توسط چند بازیکن هم‌سن دیگر با فاصله‌ای نزدیک، دنبال شده است.
وی در بهمن ماه ۱۴۰۳ با انتخاب اسماعیل کارتال به عنوان سرمربی پرسپولیس ، از کادرفنی پرسپولیس جدا شد.

## دوران باشگاهی

### ملوان
جلال حسینی دوران حرفه‌ای خود را با باشگاه ملوان در سال ۲۰۰۴ آغاز کرد. او همچنین در جوانان این تیم هم عضویت داشت.

### سایپا

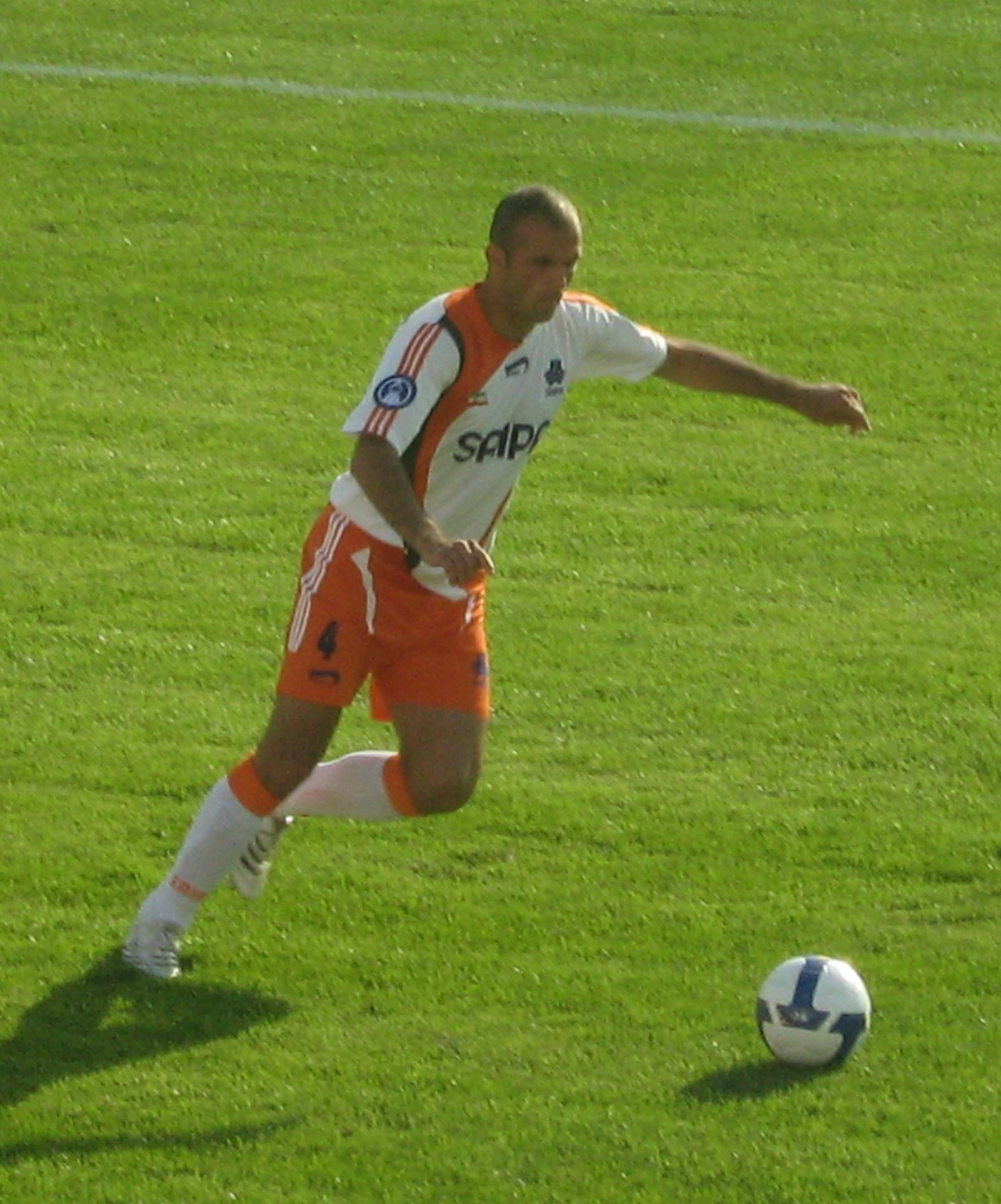
حسینی در حال بازی برای سایپا در یک بازی لیگ قهرمانان آسیا ۲۰۰۸

جلال حسینی در تابستان سال ۲۰۰۵ از ملوان به سایپا پیوست. در طول فصل ۸۵–۱۳۸۴ احتمال پیوستن وی به پرسپولیس بود اما این انتقال لغو شد. او ثابت‌ترین بازیکن باشگاه بود. همچنین وی ۲۸ حضور کامل در ترکیب داشت، یک گل به ثمر رساند و یک بار نیز با این باشگاه به قهرمانی لیگ برتر دست یافت.

### سپاهان
در تابستان ۱۳۸۸ سید جلال حسینی با سپاهان قراردادی امضا کرد و سه بار متوالی قهرمانی جام خلیج فارس را با این تیم به‌دست‌آورد.

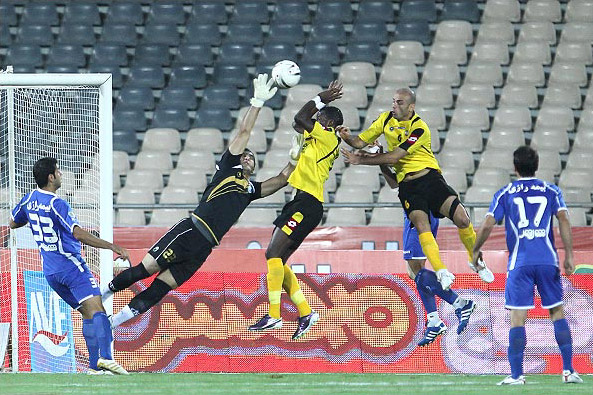
دیدار تیم های فوتبال استقلال و سپاهان در ۵ شهریور ۱۳۸۹

### پرسپولیس

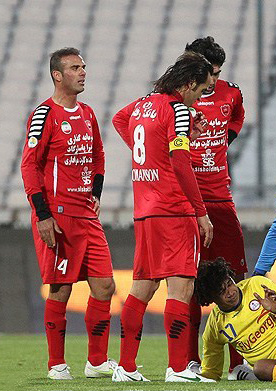
سیدجلال حسینی (چپ) و علی کریمی / پرسپولیس ۴ - نفت تهران ۱ -مرحله یک‌هشتم نهایی جام حذفی- دی ۱۳۹۱

او به همراه محسن بنگر و حسین ماهینی با امضای قراردادی یک ساله تا پایان فصل ۹۲–۱۳۹۱ به باشگاه پرسپولیس پیوست. او قرارداد خود را با پرسپولیس برای یک سال در فوریه ۲۰۱۳ تمدید کرد و تا سال ۲۰۱۴ در پرسپولیس ماندگار شد؛ او با پرسپولیس نایب قهرمان جام حذفی شد.
پس از حضور مداوم در ترکیب پرسپولیس، سید جلال حسینی عنوان بهترین دفاع سال فوتبال ایران در فصل ۱۴–۲۰۱۳ را کسب کرد.

### الاهلی
در ۱۷ ژوئیه ۲۰۱۴ حسینی با امضای قرارداد یک ساله به الاهلی قطر در لیگ ستارگان قطر پیوست. وی در مه ۲۰۱۵ این باشگاه را ترک کرد.

### نفت تهران
حسینی قطر را ترک کرد و در تابستان سال ۲۰۱۵ به نفت تهران در لیگ برتر خلیج فارس پیوست. این در حالی بود که به‌طور جدی از استقلال پیشنهاد داشت. با حسینی نفت به مرحله یک چهارم نهایی لیگ قهرمانان آسیا ۲۰۱۵ رسید.
او با مدیران وقت باشگاه نفت تهران (نفت طلائیه فعلی) بر سر مسائل مالی اختلافاتی داشت؛ با این حال حسینی توانست با نفت عنوان دفاع سال فوتبال ایران را کسب کند و از نگاه سایت نود هم به عنوان بهترین مدافع انتخاب شد.

### بازگشت به پرسپولیس

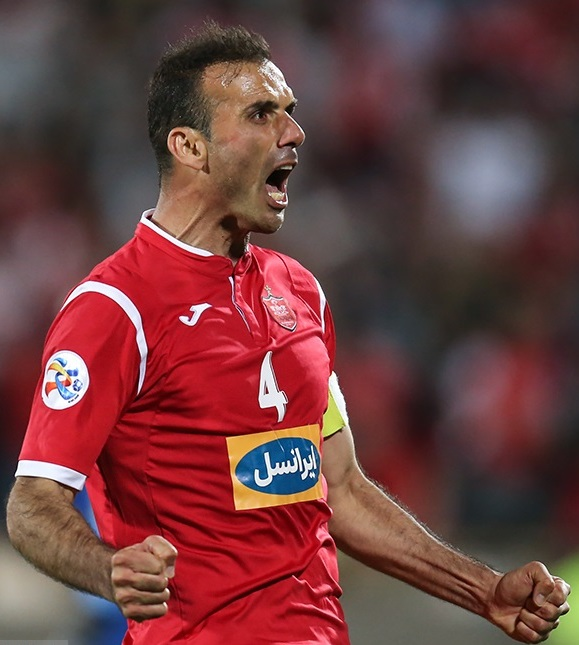
شادی گل حسینی پس از بازکردن دروازهٔ الجزیره امارات در لیگ قهرمانان آسیا ۲۰۱۸

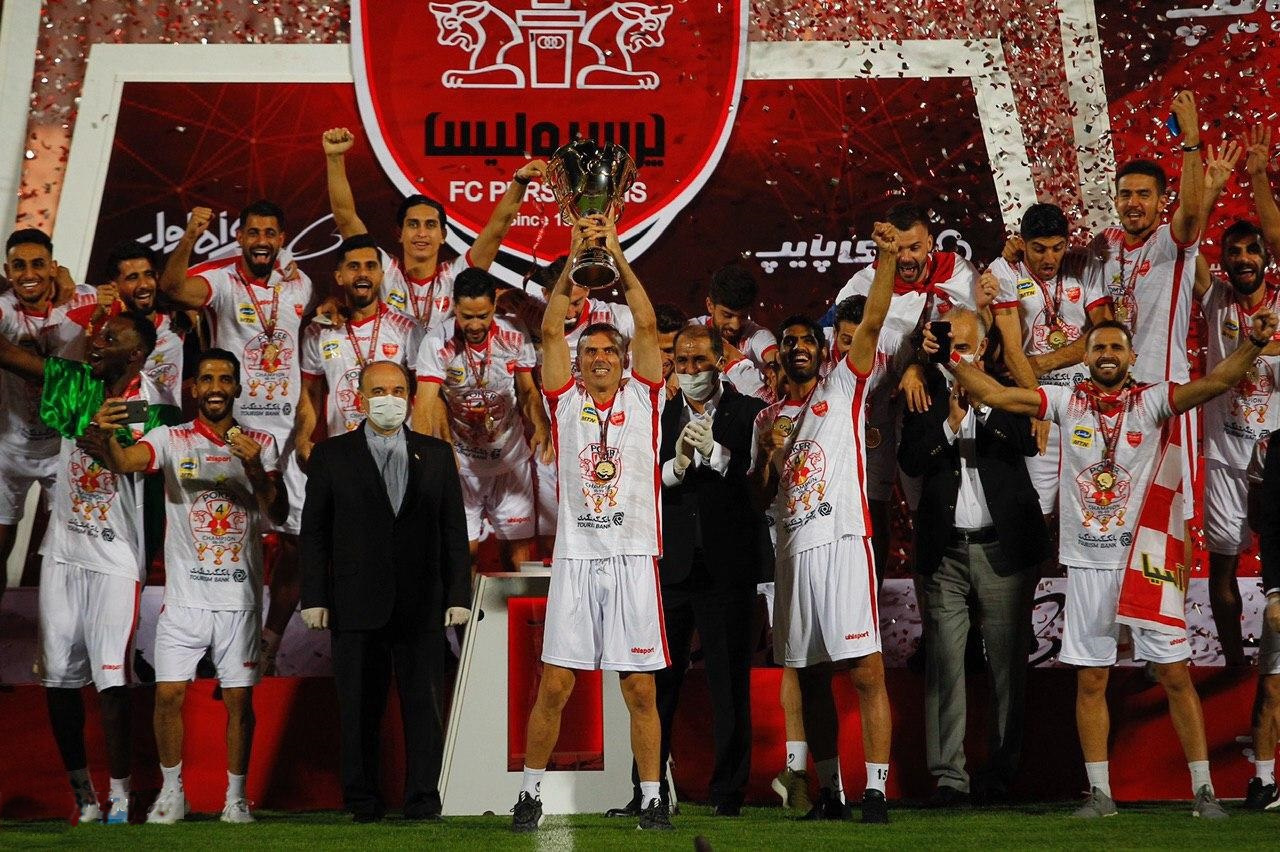
سید جلال حسینی در حال بالا بردن جام قهرمانی لیگ نوزدهم فوتبال ایران

در بهار سال ۲۰۱۶، پس از چند روز مذاکره، حسینی اعلام کرد که با باشگاه سابقش پرسپولیس امضا کرده است؛ در تاریخ ۱۳۹۵/۰۳/۱۹ سید جلال حسینی رسماً به باشگاه پرسپولیس بازگشت؛ با نظر مستقیم برانکو ایوانکوویچ، سید جلال حسینی به عنوان کاپیتان تیم برای فصل ۱۷–۲۰۱۶ اعلام شد. حسینی توانست در ثانیه‌های پایانی دربی ۸۴ گل دوم پرسپولیس را به ثمر برساند؛ او توانست با پرسپولیس در نخستین فصل پس از بازگشت، قهرمان لیگ برتر و سوپر جام شود.
پس از اول فصل، وی دوباره به عنوان دفاع سال فوتبال ایران با این تیم رسید؛ او همچنین کاندیدای برترین بازیکن لیگ برتر بود. در سال ۲۰۱۷، وی قرارداد خود تا سال ۹۸ با پرسپولیس تمدید کرد. همچنین هنگامی که پرسپولیس از حضور او و محمد انصاری در قلب خط دفاعی خود بهره می‌برد، این تیم عنوان بهترین خط دفاعی فصل و تاریخ لیگ برتر فوتبال ایران (مشترک با تیم دیگر) و کمترین شکست در طول فصل را به‌دست‌آورد.
سید جلال حسینی با عملکرد دفاعی مناسب توانست با تیم پرسپولیس تهران به مقام قهرمانی لیگ هفدهم نیز دست یابد. همچنین در لیگ قهرمانان آسیا ۲۰۱۸ او زنندهٔ گل دوم پرسپولیس در بازی برگشت این تیم مقابل الجزیره امارات بود که در پایان با صعود پرسپولیس به مرحلهٔ یک‌چهارم نهایی همراه شد. همچنین او زننده گل اول پرسپولیس به الدحیل قطر در مرحله یک چهارم و آغاز بازگشت سه گله برای صعود به نیمه نهایی بود. پرسپولیس در این فصل لیگ قهرمانان آسیا توانست به عنوان نایب قهرمانی دست یابد. شایعات دوپینگ او با توجه به تفاوت بسیار گسترده بازی‌هایش در لیگ قهرمانان آسیا و لیگ برتر خلیج فارس همیشه پیرامون او بوده و است همچنین سرباز زدن و امتناع کردن از دادن تست دوپینگ و عدم همکاری آن با مسئولان سازمان مبارزه با سازمان مبارزه با دوپینگ همیشه این مسئله را تأیید کرده با این حال هرگز به اثبات نرسید و بسیاری معتقدند که به دلیل کاپیتانی پرسپولیس هرگز این مسائل پیگیری نشد قرارگیری‌های پی‌درپی در ترکیب اصلی پرسپولیس، او رکورددار شمار بازی در لیگ برتر فوتبال ایران شد.

### بازنشستگی
در ۴ تیر ۱۴۰۱ در سن ۴۰ سالگی و پس از ۲۰ سال فعالیت فوتبالی، سید جلال حسینی از فوتبال خداحافظی کرد.

## آمار باشگاهی
| باشگاه           | فصل              | لیگ              | لیگ  | لیگ | جام  | جام | قاره ای | قاره ای | دیگر | دیگر | مجموع | مجموع |
| باشگاه           | فصل              | دسته             | بازی | گل  | بازی | گل  | بازی    | گل      | بازی | گل   | بازی  | گل    |
| ---------------- | ---------------- | ---------------- | ---- | --- | ---- | --- | ------- | ------- | ---- | ---- | ----- | ----- |
| ملوان            | ۸۲–۱۳۸۱          | لیگ برتر         | ۲۴   | ۰   | ۰    | ۰   | _       | _       | _    | _    | ۲۴    | ۰     |
| ملوان            | ۸۳–۱۳۸۲          | لیگ ۱            | ۳۰   | ۰   | ۰    | ۰   | _       | _       | _    | _    | ۳۰    | ۰     |
| ملوان            | ۸۴–۱۳۸۳          | لیگ برتر         | ۳۰   | ۲   | ۲    | ۰   | _       | _       | _    | _    | ۳۲    | ۲     |
| مجموع ملوان      | مجموع ملوان      | مجموع ملوان      | ۸۴   | ۲   | ۲    | ۰   | _       | _       | _    | _    | ۸۶    | ۲     |
| سایپا            | ۸۵–۱۳۸۴          | لیگ برتر         | ۲۸   | ۱   | ۰    | ۰   | _       | _       | _    | _    | ۲۸    | ۱     |
| سایپا            | ۸۶–۱۳۸۵          | لیگ برتر         | ۲۶   | ۳   | ۲    | ۰   | _       | _       | _    | _    | ۲۸    | ۳     |
| سایپا            | ۸۷–۱۳۸۶          | لیگ برتر         | ۳۴   | ۱   | ۱    | ۰   | ۴       | ۰       | _    | _    | ۳۹    | ۱     |
| سایپا            | ۸۸–۱۳۸۷          | لیگ برتر         | ۲۹   | ۳   | ۱    | ۰   | _       | _       | _    | _    | ۳۰    | ۳     |
| مجموع سایپا      | مجموع سایپا      | مجموع سایپا      | ۱۱۷  | ۸   | ۴    | ۰   | ۴       | ۰       | _    | _    | ۱۲۵   | ۸     |
| سپاهان           | ۸۹–۱۳۸۸          | لیگ برتر         | ۳۱   | ۱   | ۱    | ۰   | ۶       | ۱       | _    | _    | ۳۸    | ۲     |
| سپاهان           | ۹۰–۱۳۸۹          | لیگ برتر         | ۳۳   | ۲   | ۴    | ۰   | ۹       | ۰       | _    | _    | ۴۶    | ۲     |
| سپاهان           | ۹۱–۱۳۹۰          | لیگ برتر         | ۳۰   | ۱   | ۱    | ۰   | ۷       | ۱       | _    | _    | ۳۸    | ۲     |
| مجموع سپاهان     | مجموع سپاهان     | مجموع سپاهان     | ۹۴   | ۴   | ۶    | ۰   | ۲۲      | ۲       | _    | _    | ۱۲۲   | ۶     |
| پرسپولیس         | ۹۲–۱۳۹۱          | لیگ برتر         | ۳۰   | ۱   | ۵    | ۰   | _       | _       | _    | _    | ۳۵    | ۱     |
| پرسپولیس         | ۹۳–۱۳۹۲          | لیگ برتر         | ۲۷   | ۱   | ۲    | ۰   | _       | _       | _    | _    | ۲۹    | ۱     |
| مجموع پرسپولیس   | مجموع پرسپولیس   | مجموع پرسپولیس   | ۵۷   | ۲   | ۷    | ۰   | _       | _       | _    | _    | ۶۴    | ۲     |
| الاهلی قطر       | ۲۰۱۴–۲۰۱۵        | لیگ ستارگان      | ۲۵   | ۰   | ۱    | ۰   | _       | _       | _    | _    | ۲۶    | ۰     |
| مجموع الاهلی قطر | مجموع الاهلی قطر | مجموع الاهلی قطر | ۲۵   | ۰   | ۱    | ۰   | _       | _       | _    | _    | ۲۶    | ۰     |
| نفت تهران        | ۹۵–۱۳۹۴          | لیگ برتر         | ۲۴   | ۲   | ۱    | ۰   | ۳       | ۰       | _    | _    | ۲۸    | ۲     |
| مجموع نفت تهران  | مجموع نفت تهران  | مجموع نفت تهران  | ۲۴   | ۲   | ۱    | ۰   | ۳       | ۰       | _    | _    | ۲۸    | ۲     |
| پرسپولیس         | ۹۶–۱۳۹۵          | لیگ برتر         | ۲۷   | ۱   | ۰    | ۰   | ۸       | ۰       | _    | _    | ۳۵    | ۱     |
| پرسپولیس         | ۹۷–۱۳۹۶          | لیگ برتر         | ۲۰   | ۰   | ۲    | ۰   | ۱۳      | ۱       | _    | _    | ۳۵    | ۱     |
| پرسپولیس         | ۹۸–۱۳۹۷          | لیگ برتر         | ۲۹   | ۱   | ۵    | ۰   | ۵       | ۱       | _    | _    | ۳۹    | ۲     |
| پرسپولیس         | ۹۹–۱۳۹۸          | لیگ برتر         | ۱۸   | ۰   | ۳    | ۰   | ۱       | ۰       | ۰    | ۰    | ۲۲    | ۰     |
| پرسپولیس         | ۰۰–۱۳۹۹          | لیگ برتر         | ۲۵   | ۴   | ۲    | ۰   | ۱۰      | ۲       | ۱    | ۰    | ۳۸    | ۶     |
| پرسپولیس         | ۰۱–۱۴۰۰          | لیگ برتر         | ۱۹   | ۰   | ۱    | ۰   | ۲       | ۰       | ۱    | ۰    | ۲۳    | ۰     |
| مجموع پرسپولیس   | مجموع پرسپولیس   | مجموع پرسپولیس   | ۱۳۸  | ۶   | ۱۳   | ۰   | ۳۹      | ۴       | ۲    | ۰    | ۱۹۲   | ۱۰    |
| مجموع آمار       | مجموع آمار       | مجموع آمار       | ۵۳۹  | ۲۴  | ۳۴   | ۰   | ۶۸      | ۶       | ۲    | ۰    | ۶۴۳   | ۳۰    |

1. ↑  شامل جام حذفی فوتبال ایران و جام امیر قطر
2. ↑  شامل لیگ قهرمانان آسیا
3. ↑  شامل سوپر جام فوتبال ایران

### آمارهای پرسپولیس
| آمار سید جلال حسینی در پرسپولیس | آمار سید جلال حسینی در پرسپولیس | آمار سید جلال حسینی در پرسپولیس | آمار سید جلال حسینی در پرسپولیس | آمار سید جلال حسینی در پرسپولیس | آمار سید جلال حسینی در پرسپولیس | آمار سید جلال حسینی در پرسپولیس | آمار سید جلال حسینی در پرسپولیس | آمار سید جلال حسینی در پرسپولیس | آمار سید جلال حسینی در پرسپولیس |
| لیگ                             | لیگ                             | جام                             | جام                             | آسیا                            | آسیا                            | سوپرجام                         | سوپرجام                         | مجموع                           | مجموع                           |
| بازی                            | گل                              | بازی                            | گل                              | بازی                            | گل                              | بازی                            | گل                              | بازی                            | گل                              |
| ------------------------------- | ------------------------------- | ------------------------------- | ------------------------------- | ------------------------------- | ------------------------------- | ------------------------------- | ------------------------------- | ------------------------------- | ------------------------------- |
| ۱۹۵                             | ۸                               | ۲۰                              | ۰                               | ۳۹                              | ۴                               | ۲                               | ۰                               | ۲۶۱                             | ۱۲                              |

- پاس گل‌ها

| فصل   | تیم      | پاس گل |
| ----- | -------- | ------ |
| ۸۹–۸۸ | سپاهان   | ۳      |
| ۹۰–۸۹ | سپاهان   | ۱      |
| ۹۱–۹۰ | سپاهان   | ۰      |
| ۹۲–۹۱ | پرسپولیس | ۰      |
| ۹۳–۹۲ | پرسپولیس | ۰      |
| ۱۵–۱۴ | الاهلی   | ۰      |

## دوران ملی

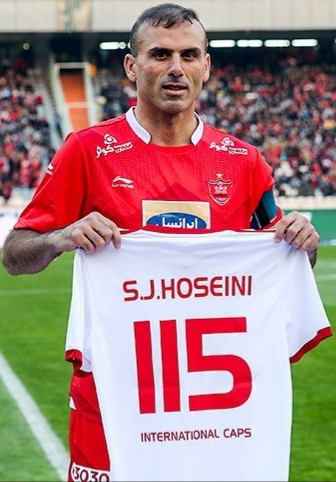
تقدیر از سیدجلال حسینی پس از خداحافظی از تیم ملی با انجام ۱۱۵ بازی ملی

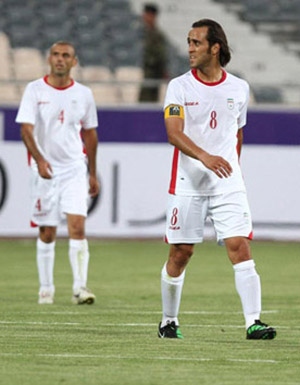
سیدجلال حسینی و علی کریمی در تیم ملی

حسینی عضو تیم ملی فوتبال امید ایران بود و در بازی‌های آسیایی ۲۰۰۶ شرکت کرد. او اولین بازی ملی خود را در فوریه ۲۰۰۷ برای تیم ملی در یک بازی دوستانه در برابر بلاروس انجام داد.
جلال حسینی با پیوستن به تیم ملی در ژوئیه ۲۰۰۷، او در همه چهار مسابقه ایران بازی کرد و گل اول ایران را در جام ملت‌های آسیا ۲۰۰۷ در برابر ازبکستان به ثمر رساند. او باز هم برای مسابقات مرحله مقدماتی جام جهانی فوتبال ۲۰۱۰ و مرحله مقدماتی جام جهانی فوتبال ۲۰۱۴ فراخوانده شد. جلال حسینی همچنین در سال ۲۰۱۱ در مسابقات مقدماتی جام ملت‌های آسیا ۲۰۱۱ و مرحله مقدماتی جام ملت‌های آسیا ۲۰۱۵ برای تیم ملی بازی کرد. او در مسابقات فوتبال غرب آسیا ۲۰۱۰ و جام ملت‌های آسیا ۲۰۱۱ هم حضور داشت. در تاریخ ۱ ژوئن ۲۰۱۴ وی توسط کارلوس کی‌روش به ترکیب ایران در جام جهانی فوتبال ۲۰۱۴ فراخوانده شد. او در تاریخ ۳۰ دسامبر ۲۰۱۴ توسط کارلوس کی‌روش به ترکیب ایران در جام ملت‌های آسیا ۲۰۱۵ فراخوانده شد.
در سال ۱۳۹۵ حسینی به عنوان یکی از ۳ مدافع برتر جهان در جریان بازی‌های مرحله مقدماتی جام جهانی فوتبال ۲۰۱۸ از نگاه مجله معتبر فرانس فوتبال انتخاب شد.
در ۱۰ آذر ۱۳۹۷ جلال حسینی از بازی‌های ملی خداحافظی کرد. در ۱۱ آذر ۱۳۹۷ نیز باشگاه پرسپولیس به همین دلیل، برای جلال حسینی یک نشست خبری برگزار و بیانیه‌ای منتشر کرد. کارلوس کی‌روش، سرمربی وقت تیم ملی فوتبال ایران نیز دربارهٔ بازنشستگی حسینی از بازی‌های ملی پیامی منتشر کرد؛ در بخش‌هایی از این پیام، او همکاری با حسینی را افتخار خواند و اعلام کرد که حسینی یک الگو برای بازیکنان دیگر است.

### بیشترین دقایق حضور

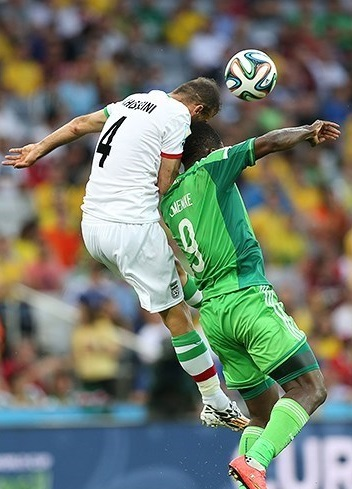
دیدار تیم‌های ملی فوتبال ایران و نیجریه در جریان جام جهانی فوتبال ۲۰۱۴

در جریان مسابقات مرحله مقدماتی جام جهانی فوتبال ۲۰۱۴ (آسیا) سیدجلال حسینی بیشترین دقایق حضور در ترکیب تیم ملی فوتبال ایران را با ۱۴۴۰ دقیقه حضور تجربه کرد وی هر ۱۶ مسابقه را به صورت کامل به میدان رفت.

## آمار ملی

### بازی‌های ملی
| ایران | ایران | ایران |
| سال   | بازی  | گل    |
| ----- | ----- | ----- |
| ۲۰۰۷  | ۱۱    | ۱     |
| ۲۰۰۸  | ۱۶    | ۱     |
| ۲۰۰۹  | ۱۴    | ۰     |
| ۲۰۱۰  | ۱۲    | ۱     |
| ۲۰۱۱  | ۱۳    | ۲     |
| ۲۰۱۲  | ۸     | ۰     |
| ۲۰۱۳  | ۸     | ۱     |
| ۲۰۱۴  | ۷     | ۰     |
| ۲۰۱۵  | ۱۰    | ۱     |
| ۲۰۱۶  | ۹     | ۱     |
| ۲۰۱۷  | ۱۶    | ۰     |
| ۲۰۱۸  | ۱     | ۰     |
| مجموع | ۱۱۵   | ۸     |

۱ در برخی منابع به بازی ملی سید جلال حسینی در برابر  عراق در ۲۸ اسفند ۱۳۹۵ اشاره نشده است.

### گل‌های ملی
| شماره | تاریخ         | میزبان      | بازی ملی | حریف       | نتیجه | رقابت                        |
| ----- | ------------- | ----------- | -------- | ---------- | ----- | ---------------------------- |
| ۱     | ۱۱ ژوئیه ۲۰۰۷ | کوالالامپور | ۸        | ازبکستان   | ۲–۱   | جام ملت‌های آسیا ۲۰۰۷         |
| ۲     | ۲۶ مارس ۲۰۰۸  | کویت        | ۱۶       | کویت       | ۲–۲   | مقدماتی جام جهانی ۲۰۱۰       |
| ۳     | ۱ اکتبر ۲۰۱۰  | امان        | ۵۱       | عراق       | ۲–۱   | غرب آسیا ۲۰۱۰                |
| ۴     | ۱۷ ژوئیه ۲۰۱۱ | تهران       | ۶۰       | ماداگاسکار | ۱–۰   | دوستانه                      |
| ۵     | ۱۱ اکتبر ۲۰۱۱ | تهران       | ۶۵       | بحرین      | ۶–۰   | مقدماتی جام جهانی ۲۰۱۴       |
| ۶     | ۱۵ اکتبر ۲۰۱۳ | تهران       | ۸۱       | تایلند     | ۲–۱   | مقدماتی جام ملت‌های آسیا ۲۰۱۵ |
| ۷     | ۸ اکتبر ۲۰۱۵  | مسقط        | ۹۹       | عمان       | ۱–۱   | مقدماتی جام جهانی ۲۰۱۸       |
| ۸     | ۶ اکتبر ۲۰۱۶  | تاشکند      | ۱۰۶      | ازبکستان   | ۱–۰   | مقدماتی جام جهانی ۲۰۱۸       |

## زندگی شخصی
او دومین فرزند از پنج پسر جهان حسینی است. برادر کوچک‌ترش، جمال نیز یک بازیکن فوتبال است. در ژانویهٔ ۲۰۱۰، حسینی ازدواج کرد. نام همسر وی، لیلا ریاحی است. اولین فرزند آنها، نورا، در تاریخ ۱۸ دسامبر ۲۰۱۳ متولد شد. در تاریخ ۱۵ فوریهٔ ۲۰۱۶، دختر دوم آنها متولد و نیلا نامگذاری شد.

## افتخارات

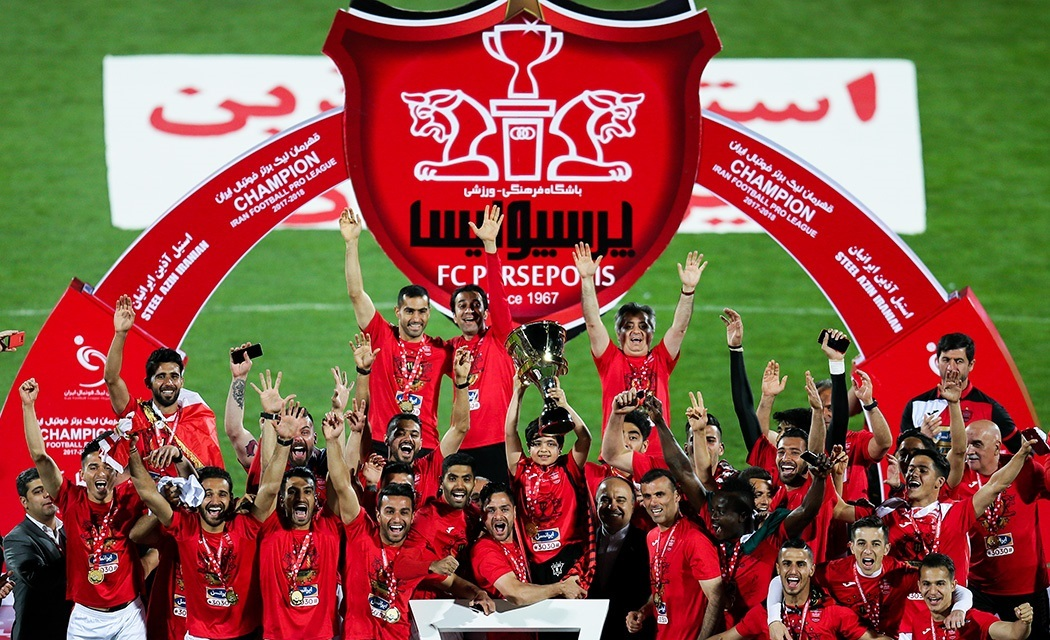
جشن قهرمانی پرسپولیس در لیگ هفدهم؛ حسینی اجازه داد هانی نوروزی (فرزند هادی نوروزی) جام را بالا ببرد.

### باشگاهی

#### سایپا
- لیگ برتر خلیج فارس
  - قهرمان (۱): ۱۳۸۶–۱۳۸۵

#### سپاهان
- لیگ برتر خلیج فارس
  - قهرمان (۳): ۱۳۸۹–۱۳۸۸، ۱۳۹۰–۱۳۸۹، ۱۳۹۱–۱۳۹۰

#### پرسپولیس
- لیگ برتر خلیج فارس
  - قهرمان (۵): ۱۳۹۶–۱۳۹۵، ۱۳۹۷–۱۳۹۶، ۱۳۹۸–۱۳۹۷، ۱۳۹۹–۱۳۹۸، ۱۴۰۰–۱۳۹۹
  - نایب‌قهرمان (۲): ۱۳۹۳–۱۳۹۲، ۱۴۰۱–۱۴۰۰
- جام حذفی ایران
  - قهرمان (۱): ۱۳۹۸–۱۳۹۷
  - نایب‌قهرمان (۱): ۱۳۹۲–۱۳۹۱
- سوپر جام ایران
  - قهرمان (۴):[۴۴] ۱۳۹۶، ۱۳۹۷، ۱۳۹۸، ۱۳۹۹
  - نایب قهرمان(۱): ۱۴۰۰
- لیگ قهرمانان آسیا
  - نایب‌قهرمان (۲): ۲۰۱۸، ۲۰۲۰

### ملی
- سومی بازی‌های آسیایی ۲۰۰۶
- نایب قهرمانی در مسابقات فوتبال غرب آسیا ۲۰۱۰

به عنوان مربی
پرسپولیس

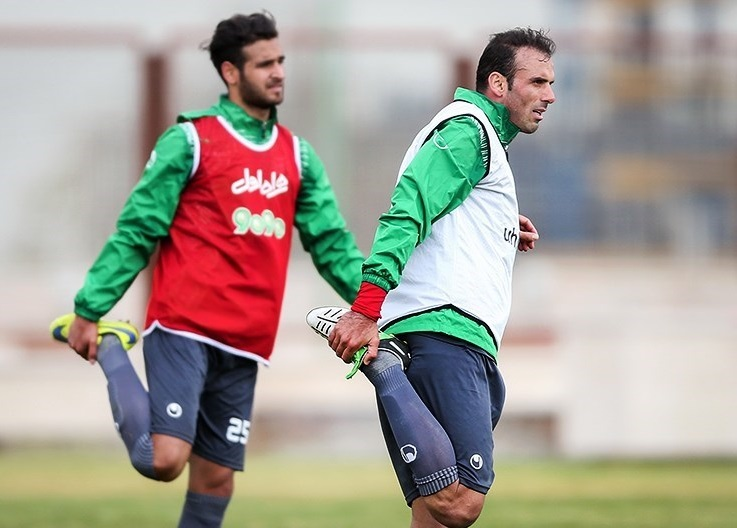
سید جلال حسینی (سمت راست) در تمرینات تیم ملی فوتبال ایران

- قهرمانی در لیگ برتر ۱۴۰۲–۱۴۰۱، ۰۳_۱۴۰۲
- قهرمانی در جام حذفی ۱۴۰۲—۱۴۰۱
- قهرمانی در سوپر جام فوتبال ایران ۱۴۰۲

فردی:

۱) بهترین بازیکن ایرانی مسابقات لیگ قهرمانان آسیا: ۲۰۲۰ (نظرسنجی AFC)
در این نظرسنجی که در تاریخ ۹ فروردین ۱۳۹۹ پس از چند بار تغییر در آراء به پایان رسید؛ سیدجلال حسینی با کسب ۵۰٪ آراء از میان ۸٫۰۶۴٫۵۳۷ رای کاربران سایت ای اف سی؛ به عنوان بهترین بازیکن ایرانی لیگ قهرمانان آسیا بالاتر از فرهاد مجیدی با ۴۹٪ آرا شناخته شد. سیدمهدی رحمتی، احسان حاج صفی و قاسم حدادی‌فر نیز مجموعاً یک درصد آراء را به خود اختصاص دادند.‏

۲) رکوردار تعداد بازی در تاریخ لیگ برتر فوتبال ایران
برترین‌های فوتبال ایران
- دفاع سال فوتبال ایران ۸۶–۱۳۸۵ در تیم سایپا
- دفاع سال فوتبال ایران ۸۷–۱۳۸۶ در تیم سایپا
- دفاع سال فوتبال ایران ۹۳–۱۳۹۲ در تیم پرسپولیس
- دفاع سال فوتبال ایران ۹۵–۱۳۹۴ در تیم نفت تهران[۴۷]
- دفاع سال فوتبال ایران ۹۶–۱۳۹۵ در تیم پرسپولیس
- دفاع سال فوتبال ایران ۹۷–۱۳۹۶ در تیم پرسپولیس
- دفاع سال فوتبال ایران ۹۸–۱۳۹۷ در تیم پرسپولیس
- بهترین مدافع میانی سال نوروز فوتبالی (۵): ۱۳۹۴، ۱۳۹۵، ۱۳۹۶، ۱۳۹۷، ۱۳۹۹
- برترین‌های آسیا: ۲۰۱۱